# Juan Bautista Arismendi
Juan Bautista Arismendi nasceu em 15 de março de 1775 em La Asunción, Nueva Esparta, Espanha e morreu em 22 de junho de 1841 em Caracas. Ele foi um herói militar venezuelano e oficial (Comandante em chefe) do Exército Nacional da Venezuela durante a Guerra da Independência e dos anos seguintes. Foi casado com a heroína Luisa Cáceres de Arismendi.